# Nyctemera nigrovenosa
Nyctemera nigrovenosa là một loài bướm đêm thuộc phân họ Arctiinae, họ Erebidae.